# محمد حسن الدكسن
محمد حسن بن عيسى بن مال الله الأسدي المعروف بـالدِكسُن (1879 - 24 سبتمبر 1949) شاعر وخطيب ديني عراقي. ولد في النجف ونشأ بها. عمل خطيبًا دينيًا في البصرة، ومنها ذهب إلى المحمرة. لقبه أميرها خزعل الكعبي بالدكسن لقصر قامته تشبيهًا له بالبندقية البريطانية المعروفة آنذاك. سكن مدينة النجف بعد انتهاء الحرب العالمية الأولى، وتردد على مجالسها الأدبية فبرزت مواهبه وأخذ العلوم من جملة من علماء عصره. له ديوان شعر في جزأين باللهجة العراقية، وله نظم بالفحصى. توفي في قرية الدعيجي بالبصرة عن 70 عامًا ودفن في النجف.

## سيرته
هو أبو الباقر محمد حسن بن عيسى بن مال الله بن طاهر بن أحمد الأسدي البصري النجفي. ولد في النجف سنة 1296 هـ / 1879 م ونشأ بها. تلقى عن أبيه مبادئ الخطابة الدينية، ثم صحب الخطيب علي بن عياش فأخذ عنه.

عمل خطيبًا في البصرة، ومنها ذهب إلى المحمرة، واستقر عند خزعل الكعبي أمير المحمرة الذي أنفق عليه الذهب إعجابًا وتقديرًا له. وهو الذي لقّبه بـ«دكسن» لقصر قامته وقوة صوته فشّبه بـالدكسن وهي بندقية كانت معروفة آنذاك، ربما لصانع أسلحة اسكتلندي جون ديكسون وابنه. ثم رجع إلى النجف بعد انتهاء الحرب العالمية الأولى سنة 1918، واستقر فيها مترددًا على أندية الأدباء، وأخذ العلوم من جملة من علماء عصره منهم محمد رضا كاشف الغطاء ومحمد مهدي البحراني، ونعمة الدامغاني، ودرس الفسلفة على محمد حسن الأصفهاني، ثم حضر حلقات بحث علي الجواهري، وعبد الكريم الجزائري حتى برز خطيبًا، وتميز بمنهجه العرفاني والأخلاقي.

ساءت حالته المادية في أواخر حياته فانتقل مع عائلته إلى البصرة وأصابه مرض ولازمه حتى توفي يوم 2 ذو الحجة 1368/ 24 سبتمبر 1949 في قرية الدعيجي بالبصرة. ونقل جثمانة إلى النجف ودفن بالصحن الحيدري بالعتبة العلوية، الحجرة رقم (2). وقد رثاه جمع من أصدقائه الأدباء.

## شعره
كانت لأندية النجف أثرها الكبير في نشأته الأدبية، فكان يحضر تلك النوادي ويشارك فيها بأدبه وشعره الذي كان ينظمه بالعامية العراقية والفصحى. جاء عنه في معجم البابطين «شاعر مقل، يدل ما بقي من شعره على اتجاهه التقليدي، واقتصار نظمه على الرثاء، وتأثر نتاجه الشعري بشخصيته وثقافته، كما التزم المنهج التقليدي للقصيدة العربية.»ومن شعره يرثي النبي محمد:

## آثاره
له من الآثار:
- الروضة الدكسنية في المراثي الفاطمية
- شرح الصحيفة السجادية
- كشكول، سجل فيه محفوظاته ومطالعاته.
- ديوان بالعامية في جزأين

## وصلات خارجية
- في بوابة الشعراء